# سیلویه کینیگی
سیلویه کینیگی (انگلیسی: Sylvie Kinigi؛ زادهٔ ۱۹۵۲) یک سیاست‌مدار اهل بوروندی است.